# فوجیوارا نو یوشیچیکا
فوجیوارا نو یوشیچیکا (به ژاپنی: 藤原義懐 ふじわら の よしちか); ۱ ژانویهٔ ۰۹۵۷ – ۱ ژانویهٔ ۱۰۲۱) پسر فوجیوارا نو کوره‌تادا یک درباری در دوره هی‌آن بود. قبل از پیوستن به برادرش کوره‌ناری، تحت فرمان امپراتور کازان خدمت کرد و امپراتور در سال ۹۸۶ راهب شد. او همچنین از خودکشی امپراتور کازان پس از مرگ همسرش فوجیوارا نو یوشیکو‏ جلوگیری کرد.